# Odred izviđača Vinkovci
Prva izviđačka jedinica u Vinkovcima pojavila se 1951. godine. Rasla je i razvijala se u vrlo skromnim uvjetima. Budući da je to bilo vrijeme prvih koraka izviđačke organizacije u Hrvatskoj i bivšoj Jugoslaviji, još nisu bili točno utvrđeni ciljevi i zadaci organizacije.
Odred izviđača "Boris Kidrič" formiran je 1954. godine kada je postignuta potpuna organiziranost izviđača u Vinkovcima. Prvi starješina bio je prof. Stojan Stanić koji je postao počasni doživotni starješina Odreda.
Tijekom godina, Odred se trudio što bolje i dosljednije provoditi program SIJ-a i SIH-a. Vinkovački izviđači sudjelovali su na puno različitih akcija i natjecanja od kojih možemo izdvojiti i sudjelovanje na 1. smotri SIH-a u Karlovcu (1964.), 4. smotri SIH-a u Varaždinu (1981.), 5. smotri SIH-a u Zagrebu (1985.) te 7. smotri SIH-a u Fužinama (2001.).
Od samog nastanka Odreda, skoro svake godine organizirano je logorovanje za članove Kokarje '67.; Đakovačka Breznica '72, '73; Zlarin '74, '75, '76; Nin '77, '78, '82; Budva '80, Posedarje '81, itd). Godine 1982. po prvi put je organizirana kolonija u Brodarici kraj Šibenika zajedno s izviđačima iz Velike Gorice. Sljedećih godina Odred logoruje na "Otoku mladosti" kraj Šibenika.
Od 1980. godine aktivno je počeo djelovati Savjet odreda koji je doprinio značajnom napretku u radu. Članovi Savjeta bili su aktivni članovi kluba brđana.
Za vrijeme Domovinskog rata, Dom izviđača čuvalo je nekoliko mlađih brđana dok su stariji bili na ratištu. Ustrojstvo Odreda se promijenilo i od brđana su ostali samo Magdalena Madžarac, Nikola Madžarac, Ružica Lacković i Boris Ožanić koji je obnašao dužnost starješine novoimenovanog Odreda izviđača "Vinkovci". Svega šestero članova srednjoškolaca uspjelo je podići rad Odreda na noge nakon 1991. godine. Uvjeti za rad bili su izuzetno teški jer je trebalo iškolovati još kadrova i jer financijske potpore više nije bilo. Nekada jak, Odred, u samo dvije godine rata, izgubio je gotovo sve članove. Povoljna je situacija ta što je Odred uspio zadržati Dom izviđača.
Odred je 1992. godine osnovao dvije družine: 1. družinu "Tena" koja je djelovala u Domu izviđača i 2. družinu "Bartol Kašić" koja je djelovala pri Osnovnoj školi "Bartol Kašić". Uz velike napore i puno truda, bez pomoći brđana, mladi su članovi učili sebe i djecu istovremeno. Tako su dvije ekipe započele ponovo suradnju s ostalim odredima 1993. na Olimpijadi u Krapini i 1994. na DION-u u Splitu.
Od 1995. Odred organizira tradicionalno natjecanje Memorijal 12 redarstvenika.
2001. godine 23 člana Odreda idu na 7. smotru Saveza izviđača Hrvatske zajedno s ostalim slavonskim udrugama. U siječnju 2002. organizira Slavonsku zimsku školu u Domu izviđača, a u organizaciji sudjeluju kadrovi Slavonije. Iste te godine Odred uspješno organizira i Državno izviđačko orijentacijsko natjecanje.
Trenutno Odred čine 3 družine: 1. družinu poletaraca "Tena", 2. družinu izviđača i istraživača "Josip Kozarac" i klub brđana "Nezgrušani puding".       
U Odredu djeluju 4 licencirana instruktora i jedan državni.

## Nagrade i priznanja
Vinkovački odred je u svom radu ostvario izvanredne uspjehe i dobio niz značajnih priznanja:
- nagradu grada Vinkovaca, 1969.
- priznanje SIH-a za "Igre poletaraca" u Zadru, 1978.
- priznanje SIH-a za "Igre poletaraca" u Velikoj Gorici, 1981.
- spomen-diplomu SIJ-a za ostvarivanje programa izviđačke organizacije, 1981.
- "Partizanski odred", 1983., 1984.
- Posebno priznanje SIH-a, 1983., 1989.
- Zlatni znak SIH-a, 1989.,1995.

## Vanjske poveznice
- http://www.oi-vinkovci.hr